# Googleplex
Googleplex jest siedzibą przedsiębiorstwa Google, która znajduje się w Mountain View, stan Kalifornia. Googleplex położony jest w Dolinie Krzemowej, którą uznaje się za centrum amerykańskiego przemysłu nowych technologii.
Prace nad kompleksem zostały rozpoczęte w 1994 roku, a zakończono je w 1997. Przy projekcie współpracowało przedsiębiorstwo Silion Graphics Inc. (SGI), pracownie architektoniczne z San Francisco oraz miasto Mountain View.
Celem projektu było opracowanie kompleksu budynków przeznaczonych pod siedziby przedsiębiorstw, który współgrałby z publicznymi parkami. Zbudowano w tym celu podziemny parking dla ponad 2000 samochodów, umożliwiając tym samym stworzenie otwartej przestrzeni.
Kompleks składa się z czterech głównych i kilku mniejszych budynków o łącznej powierzchni 47 tysięcy metrów kwadratowych. Pierwotnie zostały one zbudowane z myślą o Silicon Graphics Inc. Jednakże w 2003 r. Google zaczęło wynajmować w nim pomieszczenia, a trzy lata później korporacja zakupiła całość za 319 milionów dolarów.
We wnętrzu budynku znajdują się gigantyczne gumowe piłki, w lobby jest fortepian, a na ścianie wyświetlane są bieżące zapytania wyszukiwarki Google. Kompleks mieści siłownię, darmowe pralnie, 2 małe baseny, boisko do siatkówki plażowej oraz jedenaście kawiarni o zróżnicowanym menu. W budynku znajduje się także replika SpaceShipOne, oraz szkielet dinozaura.
Około 30 procent zapotrzebowania Googleplexu na energię elektryczną pokrywają panele słoneczne, które są w stanie wytworzyć 1,6 megawatów energii elektrycznej. Ich instalacja rozpoczęła się pod koniec 2006 r.
Pracownicy Googleplexu noszą kolorowe plakietki oznaczające ich przynależność do grupy pracowników pełnoetatowych (plakietki białe), kontraktowych (czerwone), praktykantów (zielone) oraz operatorów skanerów, pracujących na potrzeby GoogleBooks (żółte). W zależności od koloru plakietki pracownicy są uprawnieni do korzystania z różnego typu przywilejów i udogodnień, takich jak darmowe posiłki, środki transportu czy wyjazdy integracyjne.

Zdjęcia GooglePlex
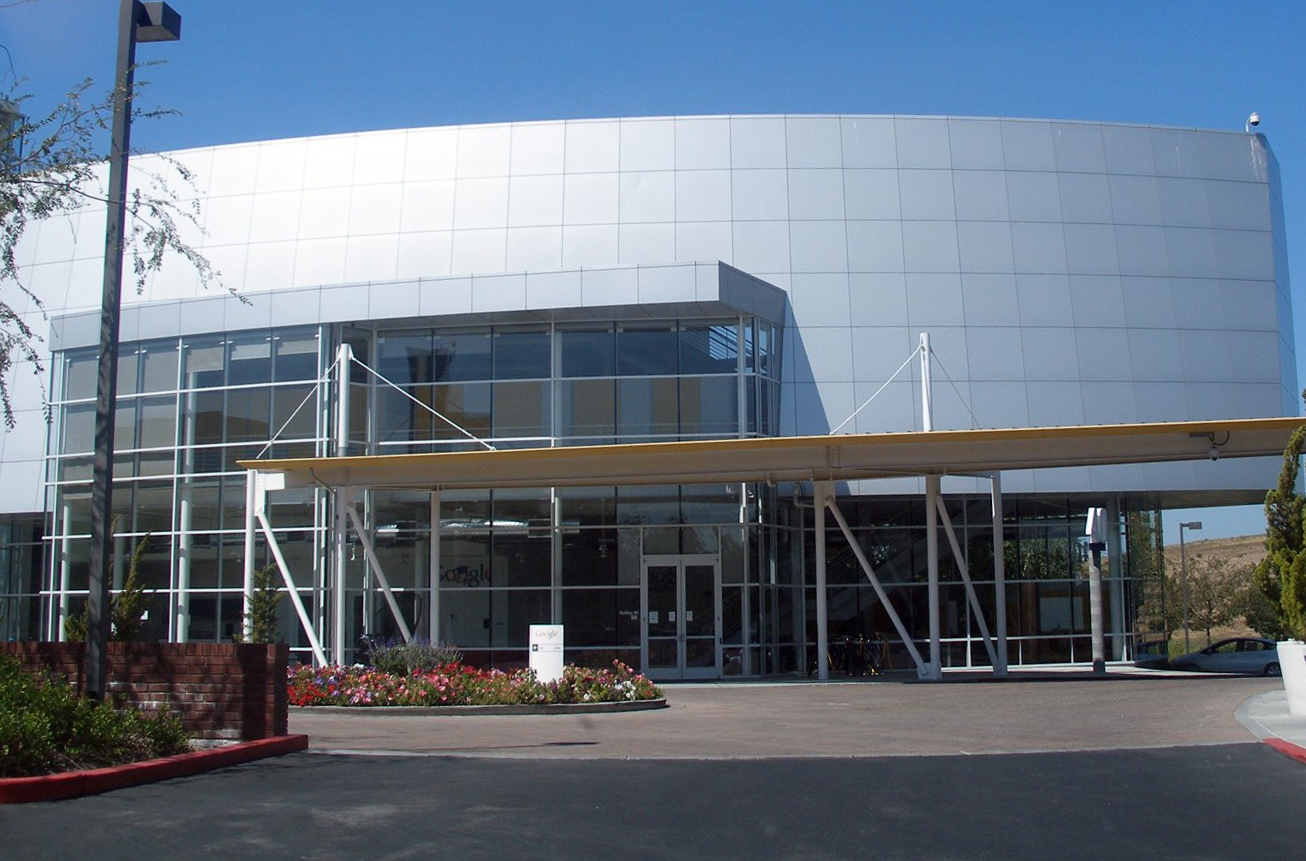
Wejście do jednego z budynków
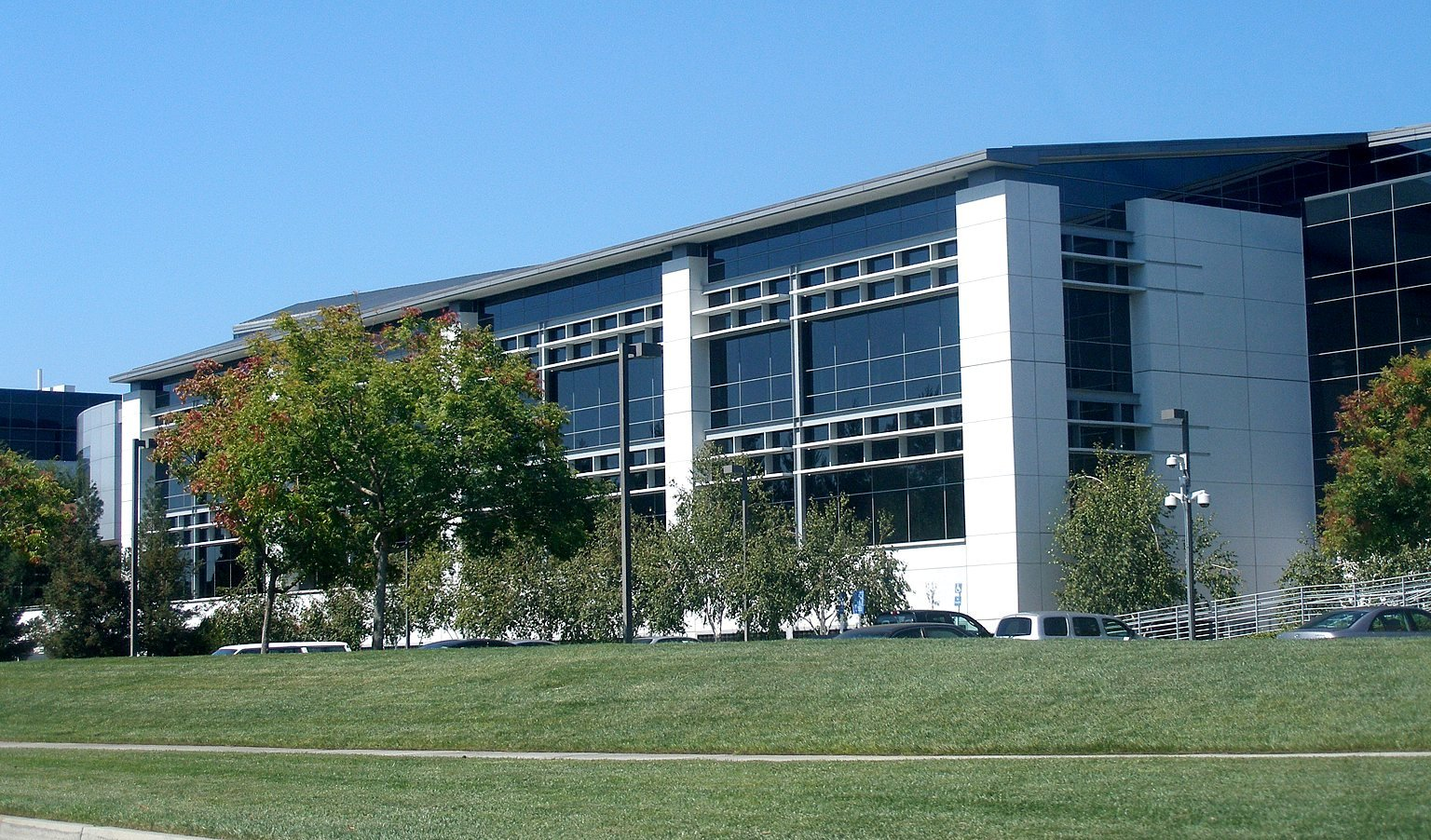
Wschodnia część kompleksu
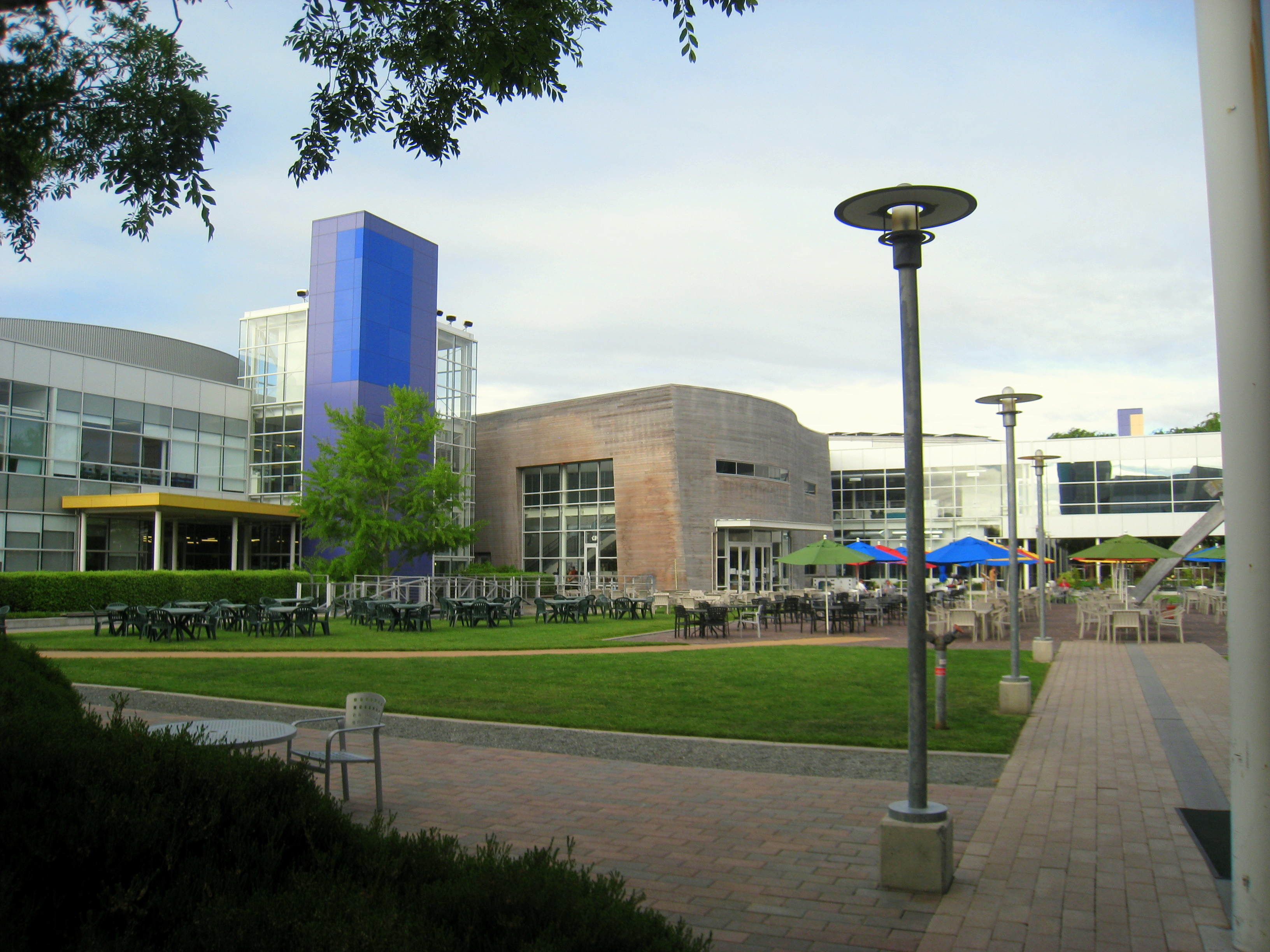
Widok na jeden z budynków